# مولودوهواردیسک
شهر مولودوهواردیسک (به روسی: Молодогвардійськ) در استان لوهانسک در کشور اوکراین واقع شده‌است. جمعیت این شهر ۲۵٬۵۲۸ نفر  است.